# Charles Lang
Charles Bryant Lang jr. (* 27. März 1902 in Bluff, Utah; † 3. April 1998 in Santa Monica, Kalifornien) war ein US-amerikanischer Kameramann. Mit 18 Oscar-Nominierungen gehört er zu den erfolgreichsten Kameramännern der Filmgeschichte.

## Leben
Charles Lang wollte ursprünglich Anwalt werden, begann dann aber eine Karriere als Co-Kameramann mit dem Film The Night Patrol (1926). Die erste Arbeit als allein verantwortlicher Kameramann folgte im Jahr darauf mit dem Film Ritzy. Seine erste Arbeit für Paramount Pictures war Tom Sawyer (1930) mit Jackie Coogan in der Hauptrolle, anschließend blieb er diesem Filmstudio über 20 Jahre verbunden. Bereits 1931 wurde Lang zum ersten Mal für den Oscar in der Kategorie Beste Kamera nominiert. Er ist zusammen seinem Kollegen Leon Shamroy der am häufigsten für den Oscar nominierte Kameramann in der Filmgeschichte. Insgesamt 18 Mal war er nominiert, doch lediglich 1934 wurde er das einzige Mal mit der Trophäe ausgezeichnet – für das Filmdrama In einem anderen Land (1932). Seine neuartigen Kameratechniken in In einem anderen Land prägten die meisten Paramount-Filme der 1930er und 1940er Jahre.
Nach seinem Abschied von Paramount im Jahr 1951 setzte Lang seine Arbeit als freier Kameramann ohne festes Filmstudio erfolgreich fort. Er wirkte unter anderem mit bei den Filmen Manche mögen’s heiß (1959), Die glorreichen Sieben (1960) und Charade (1963). Seine letzte Arbeit als Kameramann lieferte er im Jahr 1973 ab. Insgesamt war er an fast 150 Produktionen beteiligt.
1991 wurde er von der American Society of Cinematographers mit dem “ASC Lifetime Achievement Award” geehrt. Sieben Jahre später starb er im Alter von 96 Jahren an einer Lungenentzündung. Die Schauspielerin Katherine Kelly Lang ist seine Enkelin.

## Filmografie (Auswahl)
- 1926: The Night Patrol
- 1927: Betty auf der Prinzenjagd (Ritzy)
- 1928: Liebeslüge (The Shopworn Angel)
- 1930: Wiegenlied (Sarah and Son)
- 1930: Das Geheimnis des Ingenieurs Nelson (Shadow of the Law)
- 1930: Street of Chance
- 1930: For the Defense
- 1930: The Right to Love
- 1931: Once a Lady
- 1932: In einem anderen Land (A Farewell to Arms)
- 1932: Die Frau im U-Boot (Devil and the Deep)
- 1933: Sie tat ihm unrecht (She Done Him Wrong)
- 1933: Wiegenlied (Cradle Song)
- 1933: Alles für das Kind (A Bedtime Story)
- 1934: She Loves Me Not
- 1934: Schiffbruch unter Palmen (We’re Not Dressing)
- 1935: Mississippi
- 1935: Peter Ibbetson
- 1937: Engel (Angel)
- 1937: Schiffbruch der Seelen (Souls at Sea)
- 1938: Piraten in Alaska (Spawn of the North)
- 1938: Du und ich (You and Me)
- 1939: Enthüllung um Mitternacht (Midnight)
- 1939: Erbschaft um Mitternacht (The Cat and the Canary)
- 1940: Arise, My Love
- 1941: Verfluchtes Land (The Shepherd of the Hills)
- 1941: Waffenschmuggler von Kenya (Sundown)
- 1941: Eheposse (Skylark)
- 1943: Mutige Frauen (So Proudly We Hail!)
- 1943: Keine Zeit für Liebe
- 1944: Der unheimliche Gast (The Uninvited)
- 1944: Here Come the Waves
- 1946: Blau ist der Himmel (Blues Skies)
- 1947: Ein Gespenst auf Freiersfüßen (The Ghost and Mrs. Muir)
- 1947: Desert Fury – Liebe gewinnt (Desert Fury)
- 1948: Eine auswärtige Affäre (A Foreign Affair)
- 1949: Blutige Diamanten (Rope of Sand)
- 1949: Der große Liebhaber (The Great Lover)
- 1950: Liebesrausch auf Capri ´(September Affair)
- 1950: Flammendes Tal (Copper Canyon)
- 1950: Herz in der Hose (Fancy Pants)
- 1950: Das Brandmal (Branded)
- 1951: Reporter des Satans (Ace in the Hole)
- 1951: SOS – Zwei Schwiegermütter (The Mating Season)
- 1951: Peking-Expreß (Peking Express)
- 1952: Die Stadt der tausend Gefahren (The Atomic City)
- 1952: Die Hölle der roten Berge (Red Mountain)
- 1952: Maskierte Herzen (Sudden Fear)
- 1953: Salome
- 1953: Heißes Eisen (The Big Heat)
- 1954: Sabrina
- 1954: Die unglaubliche Geschichte der Gladys Glover (It Should Happen to You)
- 1955: Mit Leib und Seele (The Long Gray Line)
- 1955: Ehe in Fesseln (Queen Bee)
- 1955: Der Mann aus Laramie (The Man from Laramie)
- 1955: Das Haus am Strand (Female on the Beach)
- 1956: Herbststürme (Autumn Leaves)
- 1956: Der Regenmacher (The Rainmaker)
- 1956: Die Frau im goldenen Cadillac (The Solid Gold Cadillac)
- 1957: Wild ist der Wind (Wild Is the Wind)
- 1957: Zwei rechnen ab (Gunfight at the O.K. Corral)
- 1957: Gold aus heißer Kehle (Loving You)
- 1958: Getrennt von Tisch und Bett (Separate Tables)
- 1959: Manche mögen’s heiß (Some Like It Hot)
- 1959: Der letzte Zug von Gun Hill (Last Train from Gun Hill)
- 1960: Die glorreichen Sieben (The Magnificent Seven)
- 1960: Fremde, wenn wir uns begegnen (Strangers When We Meet)
- 1960: Nur wenige sind auserwählt (Song Without End)
- 1960: So eine Affäre (The Facts of Life)
- 1961: Blaues Hawaii (Blue Hawaii)
- 1961: Der Besessene (One-Eyed Jacks)
- 1961: Sommer und Rauch (Summer and Smoke)
- 1962: Das war der Wilde Westen (How the West Was Won)
- 1962: Das Mädchen Tamiko (A Girl Named Tamiko)
- 1962: Something’s Got to Give (unvollendet)
- 1963: Charade
- 1963: Getrennte Betten (The Wheeler Dealers)
- 1964: Der große Wolf ruft (Father Goose)
- 1965: Verdammte, süße Welt (Inside Daisy Clover)
- 1966: Wie klaut man eine Million? (How to Steal a Million)
- 1966: Finger weg von meiner Frau (Not with My Wife, You Don’t!)
- 1966: Das Hotel (Hotel)
- 1967: Der tolle Mr. Flim-Flam (The Flim-Flam Man)
- 1967: Warte, bis es dunkel ist (Wait Until Dark)
- 1968: Der große Schweiger (The Stalking Moon)
- 1969: Bob & Carol & Ted & Alice
- 1969: Die Kaktusblüte (Cactus Flower)
- 1972: Schmetterlinge sind frei (Butterflies Are Free)